# Anjos (Vieira do Minho)
Pour les articles homonymes, voir Anjos.
Anjos est une ancienne paroisse civile portugaise (en portugais : freguesia) de la municipalité de Vieira do Minho dans le district de Braga. En 2013, elle fusionne avec Vilar do Chão pour former Anjos e Vilar do Chão.

## Histoire
Anjos est rattachée à la municipalité de Rossas, de la charte manuéline de 1514 à la disparition de la municipalité en 1836. Elle rejoint alors Vieira do Minho.
La loi no 11-A/2013 du 28 janvier 2013, portant réorganisation administrative du territoire des freguesias, fusionne Anjos avec la paroisse voisine de Vilar do Chão  pour former l’União das freguesias de Anjos e Vilar do Chão (dont le siège est à Anjos).